# Paranoid (album)
Pour les articles homonymes, voir Paranoid.
Albums de Black Sabbath
Black Sabbath
(1970) Master of Reality
(1971)
Singles
1. Paranoid
Sortie : août 1970
2. Iron Man
Sortie : octobre 1971 (USA & Canada)

Paranoid est le deuxième album studio du groupe rock britannique Black Sabbath sorti le 18 septembre 1970 au Royaume-Uni et le 1er janvier 1971 aux États-Unis. L'album a été produit par Rodger Bain aux studios Regent Sound & Island à Londres et fut enregistré en deux jours seulement.
Paranoid est le plus grand succès commercial de Black Sabbath, en effet il est le seul album du groupe à atteindre la première position des charts du Royaume-Uni ainsi que la huitième position aux États-Unis.
Les titres les plus marquants sont « War Pigs », « Paranoid » et « Iron Man ». Ils ont été repris dans la majorité des compilations du groupe (We Sold Our Soul for Rock 'n' Roll) ainsi que sur les albums enregistrés en public (Live Evil, Reunion). C'est à partir de cet album que le groupe exprime pleinement le hard rock dit « malsain » qui deviendra précurseur du heavy metal.

## Historique
En 1970, les Beatles se séparent, marquant la fin des années 1960 et l'apparition de nouveaux styles dans le monde de la musique rock. D'un côté le rock progressif de Pink Floyd, Genesis et Yes, le glam rock de David Bowie et T. Rex, de l'autre un mouvement plus agressif : le hard rock et le heavy metal. De ces deux courants, trois groupes émergent mondialement : Led Zeppelin, groupe de virtuoses à la réputation sulfureuse, Deep Purple, réunion de musiciens talentueux, et enfin Black Sabbath, à la réputation malsaine.
Ces quatre musiciens de Birmingham vont immédiatement imposer leur style avec un premier album éponyme, paru plus tôt dans l'année 1970. Mais c'est avec leur deuxième opus que le groupe va prendre sa véritable dimension.

## Description de l'album
Le disque commence très fort par un accord rugissant qui ouvre la pièce « War Pigs » (qui se traduit par « Les cochons de guerre ») qui est la chanson la plus longue de l'album. La distorsion est rageuse et féroce, annonçant parfaitement la tonalité de l’album. Cette première piste est d’une force peu commune, présentant de nombreuses ruptures rythmiques et des solos particulièrement vifs et inspirés de Tony Iommi. Le titre est une dénonciation féroce de la guerre du Viêt Nam. La seconde chanson s'intitule « Paranoid », c'est le single extrait de l’album et aussi la pièce-titre. C’est une chanson concise et brute bâtie sur un riff très simple, mais d’une efficacité indéniable. Les paroles sont une plongée dans la tristesse et la solitude d’un homme. Elle est suivie par « Planet Caravan » qui est une étrange ballade au son étonnant. La guitare acoustique de Tony Iommi trace des arpèges distants et mélancoliques. Bill Ward est ici aux congas, contraste saisissant et délicat par rapport au reste du disque. Le plus marquant de cette chanson demeure la voix de Ozzy Osbourne, modifiée grâce à une cabine Leslie, lui donnant cet écho envoûtant et sa texture inhabituelle. Le piano à la fin de cette chanson est joué par le technicien et ingénieur Tom Allom et les effets sonores ainsi que l'écho ont été rajoutés par Tony Iommi.
« Iron Man » est l'un des titres primordiaux de l’album. Il présente une introduction sinistre à souhait suivie d’un riff comptant parmi les plus puissants et les plus vifs de ce début de décennie. Les solos sont complexes et d’une grande rapidité. Les paroles évoquent le stress post-traumatique d'un soldat. « Iron Man » est suivie par « Electric Funeral » qui est construit sur plusieurs riffs sombres et distordus soutenus par des effets comme le wah-wah. Le titre est compact et agressif. Il ne présente pas de véritable solo. Ses paroles sont une critique contre la guerre nucléaire.
« Hand Of Doom » est un assez long morceau durant plus de sept minutes présentant des passages menaçants portés par la basse de Geezer Butler et des explosions métalliques menées par Tony Iommi et Bill Ward. Le texte traite du désespoir face à la toxicomanie. Il est suivi par « Rat Salad » qui est une pièce instrumentale. Elle se caractérise par son rythme galopant et ses nombreuses variations rythmiques et mélodiques. Enfin, le disque se termine par une chanson divisée en deux parties « Jack the Stripper/Fairies Wear Boots » présentant une introduction en arpèges et des parties rythmiques féroces et obstinées. Le titre évoque de manière légère les effets secondaires de la toxicomanie ("smoking and tripping is all that you do").

## Liste des titres

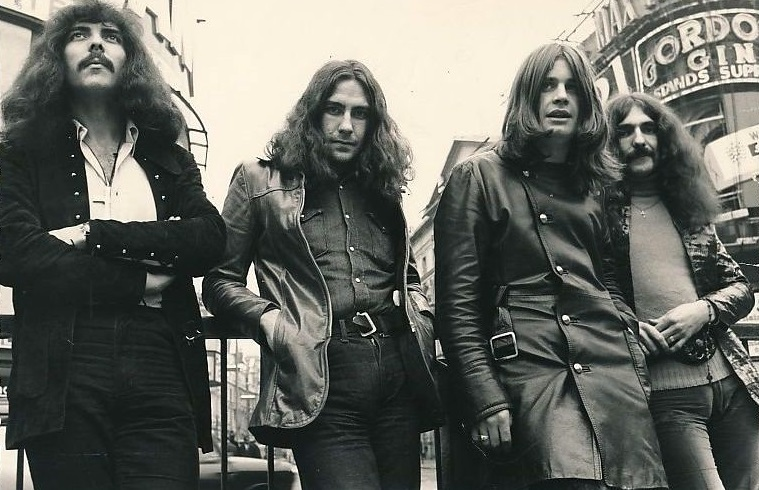
black sabbath (1970)

Toutes les chansons sont écrites et composées par Black Sabbath (Tony Iommi, Geezer Butler, Bill Ward et Ozzy Osbourne).
| 1. | War Pigs            | 7:55 |
| 2. | Paranoid            | 2:47 |
| 3. | Planet Caravan (en) | 4:24 |
| 4. | Iron Man            | 5:53 |

| 5. | Electric Funeral        | 4:47 |
| 6. | Hand of Doom (en)       | 7:07 |
| 7. | Rat Salad               | 2:29 |
| 8. | Fairies Wear Boots (en) | 6:13 |

Réédition 2009
| 1. | War Pigs (Mixage quadriphonique)           | 7:57 |
| 2. | Paranoid (Mixage quadriphonique)           | 2:53 |
| 3. | Planet Caravan (Mixage quadriphonique)     | 4:30 |
| 4. | Iron Man (Mixage quadriphonique)           | 5:58 |
| 5. | Electric Funeral (Mixage quadriphonique)   | 4:53 |
| 6. | Hand Of Doom (Mixage quadriphonique)       | 7:08 |
| 7. | Rat Salad (Mixage quadriphonique)          | 2:31 |
| 8. | Fairies Wear Boots (Mixage quadriphonique) | 6:14 |

| 1. | War Pigs (Instrumental)           | 7:58 |
| 2. | Paranoid (Texte différent)        | 2:52 |
| 3. | Planet Caravan (Texte différent)  | 4:35 |
| 4. | Iron Man (Instrumental)           | 5:58 |
| 5. | Electric Funeral (Instrumental)   | 4:52 |
| 6. | Hand of Doom (Instrumental)       | 7:09 |
| 7. | Rat Salad (Mixage alternatif)     | 2:30 |
| 8. | Fairies Wear Boots (Instrumental) | 6:14 |

## Réception et postérité
Paranoid fut accueilli par les réactions méprisantes de la presse spécialisée, qui n'a jamais accepté le style des quatre musiciens. À l'opposé, le public réserva une réception triomphale au nouveau disque de Black Sabbath, le single du même nom devenant (à la grande surprise de tous) no 1 des hit-parades britanniques, chemin que suivra l'album à son tour quelque temps plus tard.
Le magazine Rolling Stone place l'album en 131e position de son classement des 500 plus grands albums de tous les temps. Il est également cité dans l'ouvrage de référence de Robert Dimery Les 1001 albums qu'il faut avoir écoutés dans sa vie et dans un très grand nombre d'autres listes.
Si l'on considère l'histoire du metal jusqu'à nos jours, on se rend compte de la portée de Paranoid. En effet, il s'agit sans doute d'un des plus célèbres disques de Black Sabbath, mais ceci n'explique pas tout. En effet, le style des quatre de Birmingham était beaucoup plus basique et facile à reproduire que ceux de ses concurrents de l'époque, ce qui fait que des dizaines de groupes anglais et américains entreprirent d'apprendre le répertoire de Sabbath. Des générations entières de musiciens rock firent leurs gammes sur "Paranoid" ou "Iron Man". Le groupe peut être considéré à juste titre comme l'un des plus influents de son époque. Des vagues de groupes se sont réclamés de leur influence: Iron Maiden, Metallica, Saxon pour ne citer que les plus fameux. On retrouve sa trace jusque dans le grunge de Nirvana, d'Alice In Chains ou encore de Soundgarden.
Le titre original de l'album devait être War Pigs. Mais les responsables du groupe refusèrent ce titre, arguant que le disque serait mal perçu sous ce titre aux États-Unis, alors engagés en pleine Guerre du Viêt Nam. On choisit donc le titre du single, pour suivre le succès de ce dernier.
L'album est sorti le 18 septembre 1970, jour de la mort de Jimi Hendrix.

## Musiciens
Black Sabbath
- Ozzy Osbourne - chant
- Tony Iommi - guitare, (flûte et effets sonores sur Planet Caravan)
- Geezer Butler - basse
- Bill Ward - batterie, congas sur Planet Caravan

Production
- Rodger Bain – production
- Tom Allom - ingénieur, piano sur Planet Caravan
- Brian Humphries – ingénieur
- Marcus Keef – design, photographie

## Classements
Charts albums
| Classement (1970/71)          | Durée du classement | Meilleure position |
| ----------------------------- | ------------------- | ------------------ |
| Allemagne Album Top 100       | 7 semaines          | 2e                 |
| Canada                        | 42 semaines         | 20e                |
| États-Unis (Billboard 200)    | 76 semaines         | 12e                |
| France (SNEP)                 | 24 semaines         | 9e                 |
| Italie (FIMI)                 | —                   | 5e                 |
| Norvège VG-lista              | 14 semaines         | 5e                 |
| Pays-Bas Mega Album Top 100   | 11 semaines         | 1er                |
| Royaume-Uni (UK Albums Chart) | 26semaines          | 1er                |

| Classement (2020)       | Durée du classement | Meilleure position |
| ----------------------- | ------------------- | ------------------ |
| Belgique (W) (Ultratop) | 3 semaines          | 133e               |

Charts singles
| Date        | Single   | Chart             | Durée du classement | Position |
| ----------- | -------- | ----------------- | ------------------- | -------- |
| 1970 - 1971 | Paranoid | Hot 100           | 8 semaines          | 61e      |
| 1970 - 1971 | Paranoid | Single Top 100    | 13 semaines         | 1er      |
| 1970 - 1971 | Paranoid | Ö3 Austria Top 40 | 24 semaines         | 3e       |
| 1970 - 1971 | Paranoid | (W) Ultratop      | 19 semaines         | 1er      |
| 1970 - 1971 | Paranoid | (V) Ultratop      | 13 semaines         | 2e       |
| 1970 - 1971 | Paranoid | RPM Top Singles   | 5 semaines          | 54e      |
| 1970 - 1971 | Paranoid | Top 100           | 26 semaines         | 12e      |
| 1970 - 1971 | Paranoid | VG-lista          | 6 semaines          | 6e       |
| 1970 - 1971 | Paranoid | Mega Top 50       | 13 semaines         | 2e       |
| 1970 - 1971 | Paranoid | UK Singles Chart  | 18 semaines         | 4e       |
| 1972        | Iron Man | Hot 100           | 10 semaines         | 52e      |

## Certifications
| Pays        | Ventes      | Certification | Date       |
| ----------- | ----------- | ------------- | ---------- |
| Allemagne   | 250 000 +   | Or            | 2023       |
| Canada      | 100 000 +   | Platine       | 01/09/1977 |
| États-Unis  | 4 000 000 + | 4 × Platine   | 31/01/1995 |
| Italie      | 50 000 +    | Platine       | 2022       |
| Royaume-Uni | 300 000 +   | Platine       | 04/08/2023 |